# アクリルゴム
アクリルゴム（英: Acrylic rubber）は、アクリル酸エステルを主成分に持つ合成ゴムの総称。アクリル酸エステルと2-クロロエチルビニルエーテルとの共重合体はACM、アクリル酸エステルとアクリロニトリルとの共重合体はANMの略号で呼ばれる。

## 性質
耐熱油性、耐熱老化性、耐候性に優れ、自動車用オイルホースやガスケットなどに用いられる。標準グレードではモノマーには主にアクリル酸エチルが使われ、耐寒性は-15℃程度であるが、超耐寒グレードではアクリル酸ブチルやアクリル酸メトキシエチルが用いられ、-35℃程度までの使用に耐えうる。耐熱性は約180℃であり、ポリジメチルシロキサンを使用したACMではさらに耐熱性が向上する。